# Canaviais
Canaviais é uma freguesia portuguesa do município de Évora, com 19,41 km² de área e 3314 habitantes (censo de 2021). A sua densidade populacional é 170,7 hab./km².
Esta freguesia vê as suas origens remontarem aos primeiros anos do século XX, quando começaram a surgir as primeiras quintas derivadas da fixação de rendeiros no local, então conhecido pela Quinta do Canavial de Fora e Quinta do Canavial de Dentro. Em 11 de Outubro de 1927 foi criada a Sociedade Operária de Instrução e Recreio do Povo, que foi a primeira agremiação dos habitantes do local, cujo progresso se acentuou durante todo o século XX.
É hoje uma freguesia suburbana da cidade de Évora, separada do centro histórico por pequenas "quintinhas".
A freguesia foi criada por decreto da Assembleia da República, em 4 de outubro de 1985, com lugares desanexados da freguesia da Sé.

## Demografia
A população registada nos censos foi:
| Distribuição da População por Grupos Etários | Distribuição da População por Grupos Etários | Distribuição da População por Grupos Etários | Distribuição da População por Grupos Etários | Distribuição da População por Grupos Etários |
| -------------------------------------------- | -------------------------------------------- | -------------------------------------------- | -------------------------------------------- | -------------------------------------------- |
| Ano                                          | 0-14 Anos                                    | 15-24 Anos                                   | 25-64 Anos                                   | > 65 Anos                                    |
| 2001                                         | 556                                          | 402                                          | 1594                                         | 448                                          |
| 2011                                         | 605                                          | 363                                          | 1938                                         | 536                                          |
| 2021                                         | 486                                          | 386                                          | 1793                                         | 649                                          |

## Património
- Convento do Espinheiro